# Orthodontie

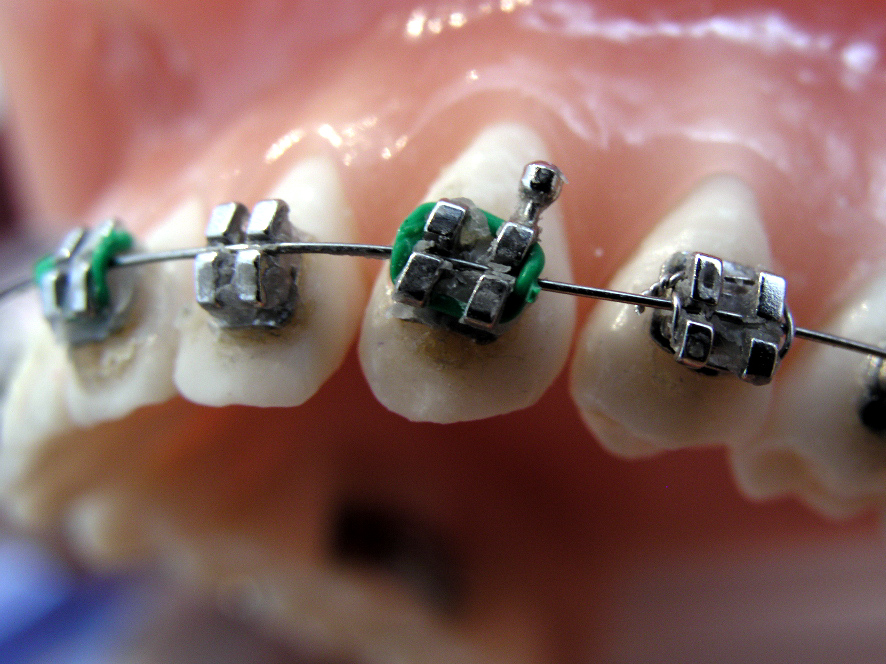
Brackets

Orthodontie is een specialisme in de tandheelkunde dat zich bezighoudt met het optimaliseren van de stand van tanden in de kaken door middel van beugels. De term orthodontie komt van de Oudgriekse woorden orthos (recht) en odous (tand).
De uitwerking van de orthodontie is in het dagelijks leven te zien door de beugels die mensen dragen en waarbij via haakjes en elastiekjes trek- en drukkrachten op de tanden en kiezen worden uitgeoefend tot de gewenste stand is bereikt. Hierbij moet in jaren gedacht en gerekend worden. Tijdens de behandeling moet de patiënt de beugel meestal dag en nacht dragen ('actieve behandelingsperiode'). Tijdens deze periode is regelmatige controle en/of bijstelling van de beugel noodzakelijk. Daarna wordt de beugel vaak alleen nog 's nachts gedragen ('retentieperiode'). Deze laatste periode is ervoor bedoeld om de tanden en kiezen na de behandeling zo goed mogelijk in de gecorrigeerde stand vast te laten groeien. Tegenwoordig worden er echter ook vaak kleine metalen draadjes (spalkjes) achter de tanden geplaatst om het gebit na een beugelbehandeling in de goede stand vast te houden.

## Soorten beugels
Wanneer het om een beugel gaat die in de mond gedragen wordt, dan spreekt men van een 'intraoraal apparaat'. Deze kan vast (vaste beugel) of uitneembaar (losse beugel) zijn. Wanneer de beugel buiten de mond loopt spreekt men van een 'extraoraal apparaat' (buitenbeugel). De meest bekende buitenbeugel is de zogenaamde nekbeugel. De keuze van de beugel bepaalt de orthodontist op grond van onderzoek van de patiënt, gebitsmodellen, foto's en röntgenfoto's. Ook worden er röntgenfoto's van het hoofd gemaakt, waaraan allerlei metingen worden verricht (cefalometrie).
De afgelopen jaren wordt een nieuw type beugel populair onder volwassenen. Het gaat daarbij om een uitneembare beugel die wordt geproduceerd op basis van een 3D-model van de tanden. Met behulp van speciale computersoftware kan de behandeling dan al vooruit worden gepland. De plastic trays van de gebitsmodellen worden vervolgens voor iedere stap geproduceerd met behulp van 3D-printer.
De patiënt draagt de zogenaamde clear aligners gedurende 20 tot 22 uur per etmaal. Alleen tijdens het eten worden ze kort even uitgedaan. Om de twee weken wisselt de patiënt ze om voor een nieuw setje en daarmee worden de tanden en kiezen weer iets verder de juiste kant op geschoven.

## Moment van behandeling
Het meest geschikte tijdstip om een orthodontische behandeling te starten verschilt van persoon tot persoon. Het hangt af van de soort afwijking, de doorbraak van de definitieve tanden, van de groei van de persoon. Vaak zijn er reeds vroeg tekenen dat een behandeling nodig zal zijn, zoals bij duim- en vingerzuigen, ruimtegebrek in het wisselgebit, ontbrekende tanden, mondademhaling, moeilijkheden bij het spreken of kauwen of het foutief op elkaar passen van boven- en ondertanden. Vaak wordt in deze gevallen samengewerkt met een logopedist, zodat ook de spierbalans in evenwicht wordt gebracht (oro-myofunctionele therapie).
Er bestaat geen leeftijdslimiet op een orthodontische behandeling. Bepaalde afwijkingen kunnen alleen bij het groeiende kind gecorrigeerd worden, maar vele orthodontische problemen zijn ook bij volwassenen behandelbaar.

## Geschiedenis
De Etrusken, een volk dat voor de Romeinen van de 8e tot de 4e eeuw voor Christus in Midden-Italië leefde, maakten al beugels die van goud waren gemaakt. De Parijse tandarts Pierre Fauchard geeft in 1728 voor het eerst een beschrijving van een vastzittende beugel. In de Verenigde Staten bestaat orthodontie al sinds 1900 als specialisme. De uitneembare blokbeugel - activator is de officiële term voor deze beugel - is in 1902 door de Franse mondarts Pierre Robin voor het eerst beschreven. Destijds werd deze beugel niet van plastic maar van rubber uitgevoerd. In 1911 is door de Amerikaanse orthodontist Edward Angle de voorloper geïntroduceerd van de tegenwoordig veel toegepaste vaste beugel, waarbij slotjes op de tanden en kiezen vastgemaakt zijn. Vanaf 1959 werd de vaste beugel door de Nederlandse orthodontist Kees Booy in Nederland en diverse andere Europese landen geïntroduceerd.

## Nederland
In Nederland is orthodontie in 1953 officieel erkend als tandheelkundig specialisme. Na de zesjarige opleiding tot tandarts (tandheelkundestudie) volgt de opleiding tot specialist. De fulltime specialistenopleiding na de tandheelkundestudie duurt 4 jaar en kan aan de universiteiten in Amsterdam, Groningen en Nijmegen worden gevolgd. De titel 'orthodontist' is beschermd. Een tandarts algemeen practicus mag ook orthodontische behandelingen uitvoeren. Meestal zal hij zich echter tot de simpelere orthodontische behandelingen beperken.
Een orthodontische behandeling wordt niet altijd vergoed door de zorgverzekeraars.

## België
In België werd orthodontie pas in 2001 officieel erkend als specialisme. Na een vijfjarige voltijdse opleiding tot tandarts (tandheelkunde studie) volgt een specialistenopleiding van 4 jaar voltijds. Dit omvat een theoretische vorming en vooral een zeer uitgebreide klinische stage. Dit kan onder andere aan de Universiteiten in Gent en Leuven. De Vrije Universiteit Brussel (VUB) te Brussel fungeert als een extern stagecentrum voor de klinische stage. De titel 'tandarts specialist in de Orthodontie of orthodontist' is beschermd. Een algemeen tandarts mag ook orthodontische handelingen uitvoeren. Veel algemeen tandartsen verwijzen hun patiënten voor orthodontische behandeling door naar de specialist. Deze manier van samenwerking garandeert de best mogelijke verzorging.
Een orthodontische behandeling wordt beperkt vergoed. Een aanvraag voor verzekeringstegemoetkoming dient te gebeuren voor de 15de verjaardag. Sommige ziekenfondsen voorzien een verhoogde tussenkomst in de aanvullende vrije regeling of bieden een bijkomende verzekering aan.